# Ein Mann für meine Frau (film 1943)
Ein Mann für meine Frau è un film muto del 1943 diretto da Hubert Marischka.

## Trama
Robert si innamora di un'altra donna e chiede il divorzio; la moglie accetta ma pone come condizione che Robert prima le trovi un nuovo marito.

## Produzione
Il film - girato con il titolo di lavorazione Ich suche einen Mann für meine Frau - fu prodotto dalla Berlin-Film.

## Distribuzione
Distribuito dalla Deutsche Filmvertriebs (DFV), uscì nelle sale cinematografiche tedesche il 26 novembre 1943. Vietato ai minori, ottenne il visto di censura B.59679 il 26 novembre 1943.